# František Kreuzmann starší

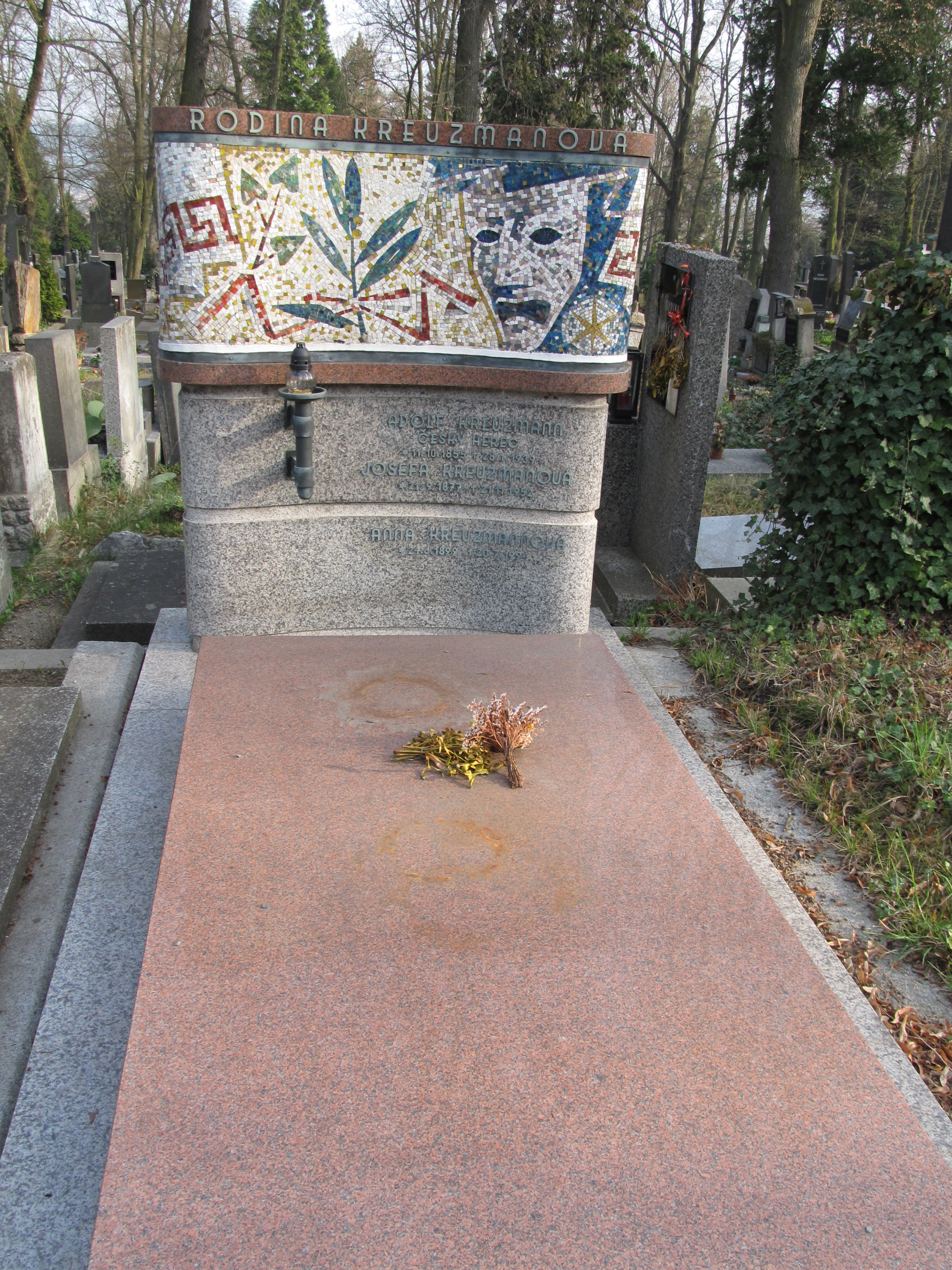
Hrob rodiny Kreuzmannů na plzeňském Ústředním hřbitově

František Kreuzmann starší (11. října 1895 v Plzni – 28. prosince 1960 v Praze) byl český operetní zpěvák a činoherní i filmový herec. Narodil se do herecké rodiny, jeho otec Adolf Kreuzmann byl herec, herečkou byla i jeho sestra Anna Kreuzmannová.

## Život
Své herecké vzdělání získával soukromě u legendy českého divadla Vendelína Budila. Hrát začínal v roce 1913 u různých kočovných hereckých společností (spol. R. Morávka, J. Tuttra). Během první světové války pracoval v plzeňské Škodovce, aby se vyhnul nasazení na frontu. Nicméně v roce 1918 stejně musel narukovat. Po válce zpíval a hrál v letech 1919–1923 v Plzni, od roku 1923 do roku 1926 v Národním divadle v Brně. V roce 1926 jej angažoval Jaroslav Kvapil do pražského Divadla na Vinohradech, kde zůstal v angažmá až do roku 1940. V červnu roku 1927 se v Brně oženil s herečkou Valerií Zavadilovou. Od roku 1940 prakticky až do smrti byl členem činohry pražského Národního divadla.
Od roku 1926 až do roku 1960 hrál i ve filmu. V polovině třicátých let patřil mezi nejobsazovanější české filmové herce vůbec. Jen v roce 1937 hrál ve 12 filmech, v roce 1938 v 17 filmech a v roce 1939 v 16 filmech, tedy během 3 let celkem ve 45 různých českých filmech.
Zemřel roku 1960 v Praze a byl pohřben v rodinné hrobce na Ústředním hřbitově v Plzni.
Jeho dcera Alena Kreuzmannová byla herečka a jeho vnuk František Kreuzmann ml. je také hercem.

## Citát
| „                  | František Kreuzmann, syn plzeňského Adolfa Kreuzmanna, mladokomik, nebo jak se tehdy říkalo "Spieltenor" brněnského divadla, pro svůj velký činoherní talent přešel na Vinohrady. Měl příjemný hlas pěvecky školený a byl obdařen velkou hereckou obrazotvorností. Obdivoval jsem jeho bezpečnou intuici, schopnost vycítit podstatu role. | “ |
| — Vladimír Hlavatý | |   |

## Filmografie
- 1960 – Lišák Pseudolus (TV film)
- 1960 – Rychlík do Ostravy
- 1959 – Jarní hromobití (TV film)
- 1959 – Májové hvězdy
- 1959 – Pět z milionu
- 1959 – Smrt obchodního cestujícího (divadelní záznam)
- 1958 – Hlavní výhra
- 1958 – Jen jeden den (TV film)
- 1958 – Kasaři
- 1958 – Zde jsou lvi
- 1958 – Žižkovská romance
- 1957 – Mládenec madame Hussonové (TV film)
- 1956 – Dobrý voják Švejk
- 1955 – Jan Žižka
- 1955 – Nechte to na mně
- 1955 – Oplatky (studentský film)
- 1955 – Po noci den
- 1955 – Z mého života
- 1954 – Cirkus bude!
- 1954 – Frona
- 1954 – Jan Hus
- 1954 – Ještě svatba nebyla...
- 1953 – Jestřáb kontra Hrdlička
- 1953 – Kavárna na hlavní třídě
- 1953 – Měsíc nad řekou
- 1952 – Haškovy povídky ze starého mocnářství
- 1952 – Mladá léta
- 1952 – Plavecký mariáš
- 1952 – Slovo dělá ženu
- 1951 – Mikoláš Aleš
- 1951 – Mordová rokle
- 1950 – Posel úsvitu
- 1950 – Přiznání
- 1950 – Zvony z rákosu
- 1949 – Daleká cesta
- 1949 – Pan Novák
- 1949 – Revoluční rok 1848
- 1948 – Dnes neordinuji
- 1948 – O ševci Matoušovi
- 1948 – Červená ještěrka
- 1947 – Týden v tichém domě
- 1946 – Nadlidé
- 1946 – Nezbedný bakalář
- 1946 – Pancho se žení
- 1945 – Rozina sebranec
- 1944 – Děvčica z Beskyd
- 1944 – Neviděli jste Bobíka?
- 1944 – Počestné paní pardubické
- 1944 – U pěti veverek
- 1943 – Mlhy na blatech
- 1943 – Šťastnou cestu
- 1942 – Host do domu
- 1941 – Paličova dcera
- 1941 – Pražský flamendr
- 1941 – Rukavička
- 1941 – Tetička
- 1941 – Z českých mlýnů
- 1940 – Čekanky
- 1940 – Dceruška k pohledání
- 1940 – Druhá směna
- 1940 – Madla zpívá Evropě
- 1940 – Okénko do nebe
- 1940 – Pelikán má alibi
- 1940 – Píseň lásky
- 1940 – Přítelkyně pana ministra
- 1940 – Za tichých nocí
- 1939 – Cesta do hlubin študákovy duše
- 1939 – Dvojí život
- 1939 – Dívka v modrém
- 1939 – Dědečkem proti své vůli
- 1939 – Děvče z předměstí anebo Všecko příjde najevo
- 1939 – Humoreska
- 1939 – Jiný vzduch
- 1939 – Kouzelný dům
- 1939 – Lízino štěstí
- 1939 – Muž z neznáma
- 1939 – Nevinná
- 1939 – Srdce v celofánu
- 1939 – Studujeme za školou
- 1939 – Teď zas my
- 1939 – Veselá bída
- 1939 – Ženy u benzinu
- 1938 – Bláhové děvče
- 1938 – Boží mlýny
- 1938 – Cech panen kutnohorských
- 1938 – Cestou křížovou
- 1938 – Jarka a Věra
- 1938 – Krok do tmy
- 1938 – Lucerna
- 1938 – Neporažená armáda
- 1938 – Panenka
- 1938 – Pán a sluha
- 1938 – Soud boží
- 1938 – Svět kde se žebrá
- 1938 – Třetí zvonění
- 1938 – Vandiny trampoty
- 1938 – Včera neděle byla
- 1938 – Zborov
- 1938 – Škola základ života
- 1937 – Advokátka Věra
- 1937 – Armádní dvojčata
- 1937 – Batalion
- 1937 – Filosofská historie
- 1937 – Harmonika
- 1937 – Karel Hynek Mácha
- 1937 – Lidé pod horami
- 1937 – Lízin let do nebe
- 1937 – Naši furianti
- 1937 – Panenství
- 1937 – Poručík Alexander Rjepkin
- 1937 – Vyděrač
- 1936 – Jízdní hlídka
- 1936 – Komediantská princezna
- 1936 – Naše XI.
- 1936 – Páter Vojtěch
- 1936 – Sextánka
- 1936 – Vzdušné torpédo 48
- 1935 – Ať žije nebožtík
- 1935 – Barbora řádí
- 1935 – Hra náhody
- 1935 – Jedna z milionu
- 1935 – Milan Rastislav Štefánik
- 1934 – Mazlíček
- 1934 – Na růžích ustláno
- 1934 – Rozpustilá noc
- 1934 – Žena, která ví, co chce
- 1933 – Pobočník Jeho Výsosti
- 1933 – Revizor
- 1932 – Anton Špelec, ostrostřelec
- 1931 – Obrácení Ferdyše Pištory
- 1929 – Takový je život
- 1926 – Román hloupého Honzy

## Ocenění
- 1958 titul zasloužilý umělec